# HK Almaty
HK Almaty je hokejový klub z Almaty, který hraje Kazašskou hokejovou ligu. Klub byl založen roku 1967.

## Bývalé názvy
- 1967–1972 Avtomobilist Alma-Ata
- 1972–1994 Enbek Alma-Ata
- 1994–2010 Eenbek Almaty
- 2010– HK Almaty